# V. Kónsztantinosz bizánci császár

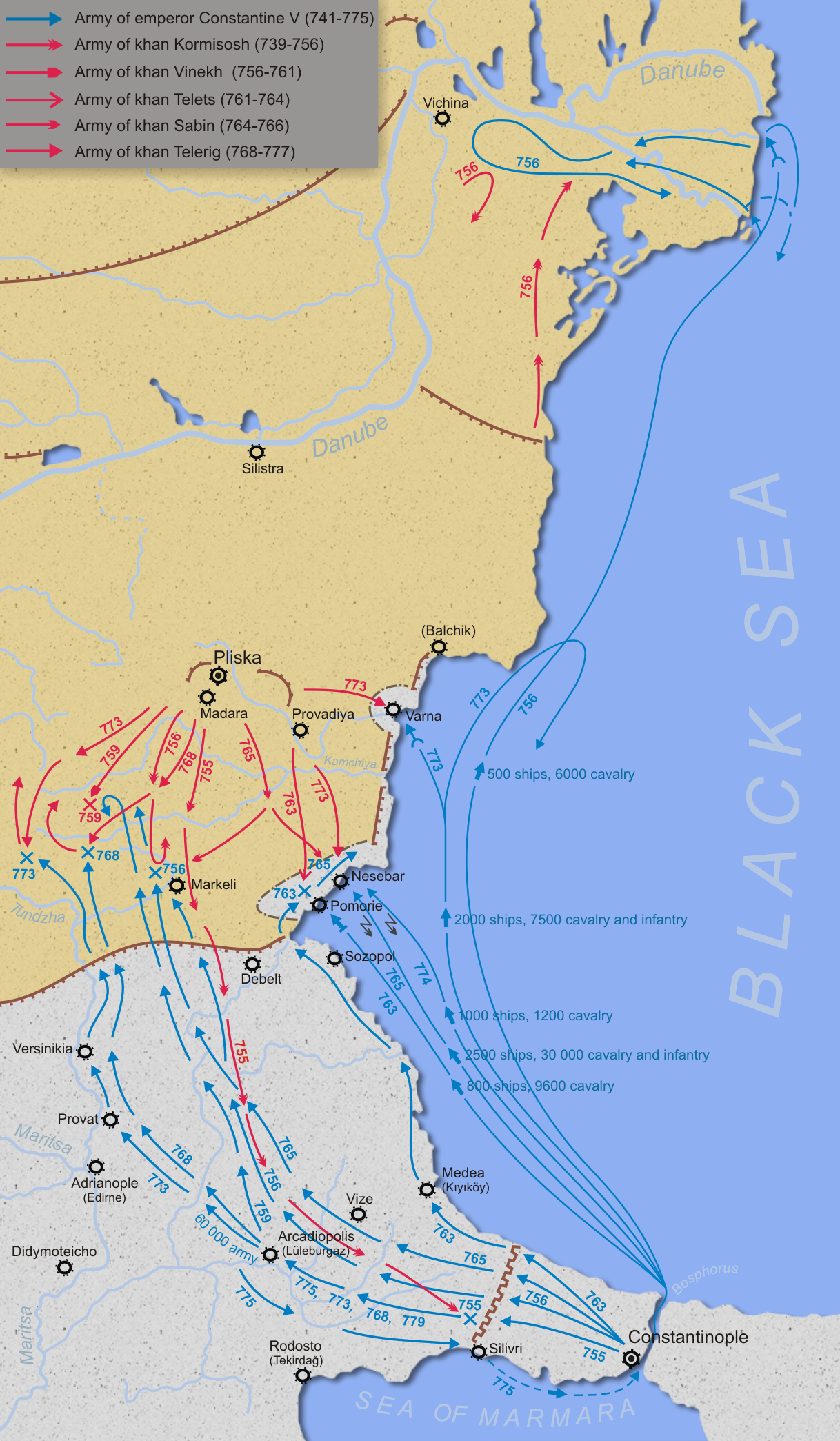
Bizánci-bolgár háborúk (741–775)

V. Kónsztantinosz (görögül: Κωνσταντίνος Ε΄, 718 júliusa – 775. szeptember 14., uralkodott először 741 – 742 júniusa; másodszor 743. november 2. – 775. szeptember 14. között) a Bizánci Birodalom császára volt, aki III. León és Maria fiaként került trónra, és folytatta annak képromboló politikáját. Uralkodása idején kemény harcok folytak a bolgárokkal.

## Ifjúkora és a bitorló
Kónsztantinosz 718-ban született, és 720-ban lett apja társuralkodója. Felnőve kiváló hadvezérnek bizonyult, ám kiegyensúlyozatlan és indulatos személyiség volt. Uralkodása második évében hadjáratot indított Kis-Ázsián keresztül az arabok ellen, de sógora, Artabaszdosz fellázadt ellene és legyőzte, majd a képtisztelő párt segítségével Konstantinápolyban császárrá koronázták. Konstantin az Anatolikon és a belőle nemrég kihasított Thrakészion themában keresett és talált támogatást, majd miután mind sógora, mind unokatestvére, az Armeniakon körzetet vezető Nikétasz hadait szétkergette, szeptemberben ostrom alá vette Konstantinápolyt. November 2-án be is jutott a fővárosba, Artabaszdoszt és fiait megvakíttatta, híveik százait pedig kivégeztette. Anasztasziosz, a köpönyegforgató pátriárka a helyén maradhatott, de előtte nyilvánosan megalázták, amikor háttal egy szamárra ültetve körbehordozták a Hippodromban.

## Arab hadjáratok
Hosszas, 743-ban kezdődő trónviszályt követően 750-ben az Omajjádokat megbuktatták és jórészt kiirtották ellenfeleik, és a kalifa trónját elfoglaló Abbászidák Damaszkuszból Bagdadba tették át székhelyüket. Ezzel Bizánc keleti határai tehermentesültek, sőt ellencsapásokra is mód adódott. Konstantin már 746-ban visszaszerezte ősei városát, az észak-szíriai Germanikeiát, 747-ben a tengerparti Kibüraióton thema parancsnoka megverte az alexandriai arab flottát, 752-ben pedig két fontos erődöt sikerült meghódítani Örményországban és Mezopotámiában: Meliténét és Theodosziopoliszt. A hódítások során számos helyit telepítettek át Európába.

## Bolgár konfliktus
Bizánc nem tudott maradandó eredményt elérni a keleti határon, mert a nyugatin új ellenfél jelentkezett. A szlávokra települt bolgárokkal eddig összességében jó volt Konstantinápoly viszonya (a 717-es arab támadást is Tervel kán segítségével verték vissza). Konstantin uralkodása idejére azonban változott a helyzet, erre utal a trákiai határvidék megerősítése. Az erődítmények építésére a bolgárok betöréssel válaszoltak (756). Ez az évszázadokon át tartó bolgár–bizánci harcok nyitánya volt. Már Konstantin is nem kevesebb, mint 9 hadjáratot volt kénytelen indítani a balkáni ellenség ellen.
A 762-ben trónra jutó Telec kán mind a leigázott szlávokkal, mind Bizánccal szemben agresszív politikát képviselt. Konstantin menekülő szlávok ezreit telepítette le Bithüniában, és 763-ban expedíciót indított a bolgárok ellen. A flotta a Duna torkolatához szállította a lovasságot, akik a Fekete-tenger partja mentén délnek indultak, és a szárazföldön északra vonuló Konstantin seregével Ankhialosznál egyesültek. 763. június 30-án az ankhialoszi csata döntő fordulatot jelentett a háborúk sorában: az egész napon át tartó öldöklésben a bolgárok megsemmisítő vereséget szenvedtek. Terec ennek hatására megbukott és megölték, Bulgáriát pedig trónviszályok osztották meg éveken át, amelyeket Konstantinápoly nagyban befolyásolt.
772-ben Telerig kán ismét Bizánc ellen foglalt állást, de Konstantin bekerítő stratégiája tárgyalásra kényszerítette. A béke nem volt tartós, mert Telerig már októberben Thesszália földjét dúlta, igaz, kevés eredménnyel. Kónsztantinosz továbbra is kénytelen volt a bolgárokkal harcolni, a halál is egy hadjáraton érte 775. szeptember 14-én.

## Itália kicsúszik Bizánc kezéből
Az arabok és bolgárok ellen elért sikerek dicsőségében fürdőző Kónsztaninosz alig törődött a birodalom nyugati területével, a Ravennai Exarchátus néven igazgatott Itáliával. Az itten lakosság meggyőződéses ikontisztelő volt, és a pápa már III. Leóval is szembeszállt, de még Artabaszdoszt is sietett elismerni. 751-ben azonban a már századok óta az Appennini-félszigeten garázdálkodó longobárdok bevették Ravenna városát, ezzel lefejezték a helyi bizánci adminisztrációt. II. István pápa jobbnak látta az eretnek V. Konstantin helyett lojálisabb védelmezőt szerezni, választottja a Frank Királyság majordomusból lett királya, Kis Pippin volt.
A pápai elfordulást megbosszulandó a császár Illyricumot, Szicíliát és Calabriát a konstantinápolyi pátriárka hatósága alá helyezte a pápai diocesisből. Az új határ nagyjából a latin–görög nyelvhatáron húzódott, ezzel előrevetítve a későbbi szakadást a kereszténységben.

## Valláspolitika

### A „fejetlen zsinat”
Artabaszdosz felkelése és konstantinápolyi támogatottsága türelemre intette Kónsztantinoszt, aki csak az arabok elleni győzelmeket követően kezdte újra hangsúlyozni képromboló egyházpolitikáját. Törekvései megigazolására zsinatot kívánt összehívni. Hogy igaza semmiképp sem kérdőjeleződhessen meg, új püspökségeket alapított, a képtisztelők bebörtönzésével végződő nyilvános vitákat és prédikációkat tartatott, és maga is részt vett a hitvitázó irodalmi életben. 13 teológiai munkája közül kettő töredékesen fennmaradt. Érvelésében gyakran krisztológiai kérdéseket feszeget, e tekintetben erősen monofizita szemléletű.
A 754. február 10. és augusztus 8. között ülésező ún. fejetlen zsinaton valóban nem akadtak ellenzéki hangok, de magas rangú egyházi vezetők sem. Anasztasziosz halála miatt a pátriárka helyett Epheszosz püspöke, III. Tiberiosz császár fia, Theodosziosz elnökölt. Az egyházi vezetők a krisztológiai kérdések feszegetése nélkül elítélte a Jézus Krisztust, Szűz Máriát és a szenteket ábrázoló képeket. Az ülés zárásakor az egyházfőként viselkedő Konstantin bemutatta az új pátriárkát, Kónsztantinosz korábbi szüleioni püspököt, akit az önmagát egyetemesnek nevező zsinat el is fogadott.
Augusztus 29-én kihirdették a határozatot, és megkezdték az ikonok megsemmisítését, egyúttal deklarálták, hogy a császár egyenlő az apostolokkal, és kiközösítették a képtisztelő tábor vezéreit (Germanosz hajdani konstantinápolyi pátriárka, Jóannész Damaszkénosz).

### Harc a képtisztelők és a szerzetesek ellen
A korábbi vallási tartalmú művek helyére világi tematikájú vagy ornamentális alkotások kerültek. A fanatikus pusztítás hasonlóan eltökélt ellenzéket hívott létre. 766-ban 19 magas rangú udvari tisztviselőt és helytartót végeztek ki képimádat vádjával. Ebben az időben a képtisztelőket az Auxentiosz-hegy kolostorának apátja, Sztephanosz Neosz vezette. A 760-as években Sztephanosz hitét nem lehetett megtörni, így végül szörnyű kínzások után 767-ben a főváros csőcseléke tépte darabokra a mártír püspököt.
A sok kivégzés sem győzte meg a képtisztelőket, akik főleg a szerzetesek közül kerültek ki. A császár dühe egyre inkább a kolostorok ellen fordult, amelyeket sokszor középületté (fürdő, laktanya) alakítottak át. Ezzel még jobban sikerült elidegeníteni a vallásos híveket, bár az ázsiai területek lakossága hajlamos volt az akció támogatására. A tomboló terror végül már nem is a képtisztelők, hanem a szerzetesség mint intézmény ellen harcolt, a jámbor barátokat nősülésre és fogadalmaik feladására kényszerítették. Rengeteg üldözött szerzetes menekült Itáliába, tovább erősítve a félsziget déli vidékeinek hellénizációját.
Konstantin vallási fanatizmusa nem ismert határt: uralkodása végén még Szűz Mária és a szentek tiszteletét is megtiltotta népének. Nem is csoda, hogy hadjáraton bekövetkezett halálát sokan isteni büntetésnek tekintették. Olyannyira gyűlölték, hogy a Szent Apostolok templomába helyezett holttestét az ortodoxia restaurációja idején elvitték nyughelyéről – igaz, a 9. századi bolgár háborúk alatt többen imádkoztak hozzá. Gúnyneve, a Kopronümosz (Trágyanevű) abból a történetből ered, hogy állítólag keresztelésekor csecsemőként belepottyantott a keresztelőmedencébe.

## Hagyaték
Kónsztantinosz uralkodása több szempontból is mérföldkő volt a Bizánci Birodalom történetében. Ekkor volt a leghevesebb a képrombolás, ekkor vette át a kezdeményező szerepet Bizánc az araboktól a keleti határon, ekkor veszett oda Itália, ekkor mélyült szakadékká Róma és Konstantinápoly ellentéte, és ekkor kezdődtek meg az évszázadokig elhúzódó, véres bolgár háborúk.

## Családja
Kónsztantinosz 733-ban vette feleségül Csicseket ('Virág' Tzitzak) – aki a keresztségben az Iréné (Ειρηνη) nevet kapta – a kazár kagán lányát.
Tőle született fia, a képrombolást jóval visszafogottabban támogató IV. León követte a trónon.
Második feleségétől, Mariától esetlegesen született gyermekei nem ismertek.
Harmadik felesége, Eudokia Melisszené öt, később pappá szentelt fiúval és egy lánnyal ajándékozta meg:
- Niképhorosz, kaiszar (769-től)
- Khrisztophorosz, kaiszar (769-től)
- Nikétasz, nobilisszimosz (769-től)
- Anthimosz, nobilisszimosz (769-től)
- Eudokimosz, nobilisszimosz (775 után)
- Anthusza